# 2205 Glinka
2205 Glinka eller 1973 SU4 är en asteroid i huvudbältet som upptäcktes den 27 september 1973 av den ryska astronomen Ljudmila Tjernych vid Krims astrofysiska observatorium på Krim. Den har fått sitt namn efter den ryske kompositören Michail Glinka.
Asteroiden har en diameter på ungefär tretton kilometer.